# Herbert Ling-Vannerus
Herbert Ossian Ling-Vannerus, född den 17 juli 1898 i Medelplana församling, Skaraborgs län, död den 3 februari 1990 i Stockholm, var en svensk militär. Han var son till Ragnar Ling-Vannerus och far till Ulf Ling-Vannerus.
Ling-Vannerus avlade studentexamen i Göteborg 1916 och officersexamen 1918. Han blev fänrik i Västgöta regemente 1918, underlöjtnant vid regementet 1920, löjtnant där 1922 och vid Bohusläns regemente 1928. Ling-Vannerus befordrades till kapten vid sistnämnda regemente 1933, till major vid Norrbottens regemente 1942 och till överstelöjtnant vid Livregementets grenadjärer 1948. Han blev chef för Livbrigaden 1949 och överste i Femte militärområdets reserv 1953. Ling-Vannerus blev riddare av Svärdsorden 1939. Han vilar i en familjegrav på Sankta Elins kyrkogård i Skövde.